# Петър Михайлов (футболист)
Вижте пояснителната страница за други личности с името Петър Михайлов.
Петър Михайлов е бивш български футболист, нападател. Играл е за ЦСКА от 1951 до 1958 г. Има 112 мача и 45 гола в А група. Седемкратен шампион на България през 1951, 1952, 1954, 1955, 1956, 1957 и 1958 и трикратен носител на Купата на Съветската армия през 1951, 1954 и 1955 г. Има 8 мача и 1 гол за А националния отбор (1951 – 1957). В турнира за Купата на европейските шампиони е изиграл 2 мача. През 1951 г. отбелязва 6 гола срещу Торпедо (Русе) при победата с 12:0.